# Frank Kremer
Frank Kremer (* 1. September 1960) ist ein ehemaliger deutscher Fußballspieler.

## Sportlicher Werdegang
Kremer wechselte 1979 von seinem Jugendverein VfB Hilden zur SG Union Solingen in die 2. Bundesliga. Im Auftaktspiel der Spielzeit 1979/80 in der Nord-Staffel gegen Alemannia Aachen kam der Stürmer unter Horst Franz zu seinem Profidebüt, als er für Franz-Josef Breuer eingewechselt wurde. Im Anschluss etablierte er sich im erweiterten Stammkreis und wechselte zwischen Startelf und Ersatzbank, beim Erreichen des neunten Tabellenplatzes kam er in 23 Ligaspielen zum Einsatz und erzielte dabei drei Tore. In der folgenden Spielzeit rückte er ins zweite Glied und nach dem Abschied von Franz, der den Bundesligisten Arminia Bielefeld im Dezember 1980 übernahm, kam er unter dessen Nachfolger Gerhard Prokop nur noch zu einem Zweitligaspiel. Auf dem siebten Platz qualifizierte sich die Mannschaft für die eingleisige 2. Bundesliga.
1981 wechselte Kremer zum Wuppertaler SV in die drittklassige Oberliga Nordrhein, mit der in der Spielzeit 1981/82 Tabellensechster wurde. Er zog innerhalb der Liga zu Viktoria Köln weiter, wo er ebenso nur eine Spielzeit auflief und den Klub im Sommer 1983 in Richtung Zweitliganeuling BV 08 Lüttringhausen verließ. Unter Trainer Günter Hentschke stand er anfangs in der Startelf, rutschte aber nach wenigen Spieltagen aus der Stammmannschaft und kam zu Einsätzen als Einwechselspieler. Nach einem Trainerwechsel zu Günter Exner änderte sich zunächst seine Situation nicht, erst nach der Winterpause stand er wieder in der Startelf. Nach einer 0:7-Klatsche beim SSV Ulm 1846 verlor er den Stammplatz wieder. Bis zum Ende der Spielzeit 1983/84 hatte er 27 Spiele bestritten, war dabei aber ohne eigenen Treffer geblieben. Nach dem Abstieg blieb er dem Klub in der Oberliga Nordrhein treu und wurde mit ihm in der Spielzeit 1985/86 hinter Rot-Weiss Essen Vizemeister. Damit war der Klub in der Amateurmeisterschaft 1986 startberechtigt und erreichte dort an der Seite von Tormann André Stocki, Kurt Balewski, Hans-Werner Fuchs, Zdenko Kosanović, Martin Reimann und Yahiro Kazama das Endspiel gegen den VfR Bürstadt. Andreas Köhler avancierte mit seinen beiden Treffern beim 2:1-Erfolg nach Verlängerung zum Matchwinner. In der anschließenden Saison gelang die Oberliga-Meisterschaft, in der Aufstiegsrunde war er mit einem Doppelpack beim 3:1-Auswärtserfolg bei Hertha BSC und dem damit verbundenen Vorbeischieben am letzten Spieltag maßgeblich am Wiederaufstieg beteiligt. In der Zweitligaspielzeit 1987/88 bestritt er alle 38 Saisonspiele und platzierte sich mit 18 Saisontoren hinter Souleyman Sané vom SC Freiburg (21 Saisontore) und Theo Gries von Alemannia Aachen (19 Saisontore) an dritter Stelle. Dennoch belegte der Klub einen Abstiegsplatz.
Kremer blieb nach dem Abstieg zweitklassig, da er zur SG Union Solingen zurückkehrte. Mit sieben Saisontoren in 23 Ligaspielen war er vereinsintern Toptorschütze. Der Verein belegte am Ende der Spielzeit 1988/89 aber ebenfalls einen Abstiegsplatz. Der von finanziellen Problemen geplagte Klub schaffte es jedoch nicht, in der Oberliga-Spielzeit 1989/90 eine schlagkräftige Mannschaft zusammenzustellen und spielte auch hier – letztlich erfolglos – gegen den Abstieg. Kremer kehrte daraufhin im Januar 1990 zum Wuppertaler SV zurück, mit dem er um die Rückkehr in die 2. Bundesliga spielte. Als Meister scheiterte er mit der Mannschaft in der Aufstiegsrunde. Nach der erneuten Meisterschaft in der Spielzeit 1991/92 war er mit dem Klub mit je zwei Siegen gegen den FSV Salmrohr und Preußen Münster erfolgreicher, er verließ jedoch trotz Aufstiegs den Verein.